# Бочек I з Подебрад
Бочек I з Подебрад, Бочек I з Кунштату та Подебрад (чеськ. Boček I. z Kunštátu a Poděbrad, нім. Botschek I. of Podiebrad; помер у 1373) — моравсько-чеський магнат, засновник Подебрадської лінії дому панів з Кунштату.

## Життєпис
Невідомо, коли і де народився Бочек. Другий син Герхарда (Геральта) з Кунштату. Його батько служив камергером (чеськ. Komorník) при дворах у Брно та Зноймо. Ймовірно, виріс у Моравії.
До 1350 року знаходився в Богемії, де служив при королівському дворі в Празі, придбавши розташування короля Карла IV Люксембурзького. Близько 1350 року отримав від короля в ленное володіння ряд невеликих виморочных маєтків.
У 1351 або раніше одружився з Єлизаветою з Ліхтенбурку (чеськ. Eliska z Lichtemburka), дочкою Генріха Ліхтенбурга із замку Жлеби. Завдяки цьому шлюбу успадкував Подебрадське панство, яке йому передав у спадкове володіння чеський король Карл Люксембурзький. У документі, датованому 1353 роком, він назвав себе вперше Бочеком з Подебрад. Пізніше він іменував себе Бочеком з Кунштату та Подебрад. Заснував подебрадську лінію кунштатського будинку. Подебрадський замок був родовою резиденцією протягом кількох поколінь роду.
З 1353 по 1358 обіймав посаду чашника при дворі короля Чехії Карла Люксембурзького. Користуючись прихильністю та прихильністю монарха, прагнув розширити свої родові володіння в Моравії та Чехії. До 1365 він побудував замок Обрані в безпосередній близькості від міста Бистржіце-під-Гостинем в Гостінських горах. Замок названий на честь замку Обрані в Брно, колишньої резиденції родини Кунштат. Оскільки замок Обрані був побудований без дозволу короля Карла IV та його молодшого брата, маркграфа Йоганна Генріха Моравського, за королівським указом замок був зруйнований.
У Моравії придбав місто Потштат, а в 1365 — половину міста Простеєв. У 1369 купив місто і замок Бучовіце у Ерхарда з Бучовіце.
У 1371 придбав замок Літіце в Східній Богемії.
Помер у 1373. Його володіння успадкував старших із трьох синів, Бочек II з Подебрад.

## Родина
Від шлюбу з Єлизаветою (Елішка) Ліхтенбурк у Бочека було три сини і одна дочка:
- Бочек II з Кунштату та Подебрад (помер у 1416)
- Гінек (Генріх) (пом. після 1376)
- Яцек (Ян) (пом. після 1393)
- Єлизавета (пом. у 1402), настоятелька жіночого монастиря Святого Георгія в Празі.